# Pedro Olivieri
Pedro Olivieri – piłkarz urugwajski, pomocnik. Później trener.
Jako piłkarz zadebiutował w drugiej reprezentacji Urugwaju 28 lutego 1914 roku w towarzyskim meczu z drugą reprezentacją Argentyny, zakończonym remisem 1:1. W pierwszej drużynie Urugwaju zadebiutował 14 lipca 1916 roku w wygranym 4:1 towarzyskim meczu z Chile.
W pierwszej reprezentacji Urugwaju Olivieri od 14 lipca 1916 roku do 17 października 1917 roku rozegrał 5 meczów, w których nie zdobył żadnej bramki. Po zakończeniu kariery piłkarskiej został trenerem.
Olivieri kierował reprezentacją podczas turnieju Copa América 1922, gdzie Urugwaj zajął trzecie miejsce. Drużyna Oliveriego wygrała 2 mecze - z Chile (2:0) i Argentyną (1:0), zremisowała bezbramkowo z Brazylią i doznała sensacyjnej porażki z Paragwajem (0:1). W 1923 na stanowisku trenera reprezentacji zastąpił go Leonardo de Lucca.
Drugi raz na kontynentalnych mistrzostwach Otero pojawił się podczas turnieju Copa América 1927. Tym razem prowadził drużynę gospodarzy - reprezentację Peru. Jego zespół przegrał wysoko z Urugwajem (0:4) i Argentyną (1:5), a wygrał tylko z Boliwią (3:2) i zajął ostatecznie trzecie miejsce.